# Limit Control
Limit Control è l'album di debutto del gruppo giapponese dei Λucifer.

## Tracce
1. Legend - 2:36
2. Datenshi Blue (堕天使BLUE) - 3:06
3. Plasmasic - 4:34
4. Sekai de Ichiban Kirei na Mono (世界で一番キレイなモノ) - 2:54
5. C no Binetsu (Cの微熱) - 4:50
6. Silent Melody - 4:55
7. Dummy - 4:24
8. Midnight Crow - 4:31
9. Dakishimeru Hoka ni Nani ga Dekirundarou? (抱きしめる他に何が出来るんだろう?) - 5:47